# نیکولو روولا
نیکولو روولا (انگلیسی: Nicolò Rovella؛ زادهٔ ۴ دسامبر ۲۰۰۱) بازیکن فوتبال اهل ایتالیا است که به صورت قرضی برای باشگاه لاتزیو بازی می‌کند.

## دوران باشگاهی

### سال های اولیه و جنوا
روولا فوتبال را در آکادمیاْ اینتر (از زیر مجموعه های اینتر میلان) شروع کرد، در آنجا موفق به کسب «گوتیا کاپ» شد؛ در ادامه در سال ۲۰۱۷ روولا به جنوا پیوست جایی که بلافاصله قهرمان مسابقات جوانان «پسران کارلین» شد.
روولا با ورود به رده‌های جوانان باشگاه، اولین بازی حرفه‌ای خود با پیراهن جنوا را در ۳ دسامبر ۲۰۱۹ انجام داد و در دقایق پایانی برد ۳-۲ در کوپا ایتالیا مقابل آسکولی جایگزین فرانچسکو کاساتا شد. سپس در ۲۱ دسامبر ۲۰۱۹، در ۱۸ سالگی، اولین بازی خود در سری آ ایتالیا را به عنوان جانشین فیلیپ یاگیلو در شکست ۴–۰ خارج از خانه انجام داد. در ۲۵ ژوئیه ۲۰۲۰، روولا برای اولین بار از ابتدای بازی در ترکیب جنوا قرار گرفت و در آن بازی جنوا در خانه با نتیجه ی ۳–۰ مغلوب شد.
در فصل ۲۰۲۰–۲۱ روولا فرصت بیشتری برای بازی به دست آورد و به جنوا کمک کرد تا در سری آ بماند.

### یوونتوس

#### ماندن در جنوا
در ۲۹ ژانویه ۲۰۲۱، یوونتوس اعلام کرد که روولا را با قراردادی سه و نیم ساله به مبلغ ۱۸ میلیون یورو، به اضافه حداکثر ۲۰ میلیون یورو پاداش مربوط به عملکرد، به خدمت گرفته است. این بازیکن تا پایان فصل ۲۰۲۱–۲۲ به صورت قرضی در جنوا باقی ماند.

#### بازگشت به یوونتوس
روولا پس از پایان قرارداد قرضی خود از جنوا به یوونتوس برگشت. او اولین بازی خود برای بیانکونری را در ۱۵ آگوست ۲۰۲۲ انجام داد و جایگزین مانوئل لوکاتلی شد. در آن بازی یوونتوس در اولین بازی خانگی در فصل ۲۰۲۲–۲۳ در برابر ساسولو به پیروزی رسید.

#### انتقال قرضی به مونتزا
در ۳۱ آگوست ۲۰۲۲، روولا به صورت قرضی به مدت یک سال به تیم تازه صعود کرده مونتزا در سری آ پیوست. او در اولین بازی خود برای مونزا در ۵ سپتامبر که از ابتدا در ترکیب حضور داشت با نتیجه ی ۲–۰ شکست خورد.

#### انتقال قرضی به لاتزیو
در ۱۶ آگوست ۲۰۲۳، لاتزیو اعلام کرد که روولا را از یوونتوس به صورت قرضی به مدت دو سال با بند خرید مشروط به خدمت گرفته است.

## حرفه بین المللی
روولا  در چندین رقابت بین المللی نماینده تیم ملی جوانان ایتالیا بوده است. او عضوی از تیم ملی زیر ۱۷ ساله های ایتالیا بود که در مسابقات قهرمانی اروپا ۲۰۱۸ نایب قهرمان شد و سپس در رده ی سنی زیر ۱۸ سال و زیر ۱۹ سال بازی کرد.
در ۱۲ نوامبر ۲۰۲۰، روولا اولین بازی خود را با تیم زیر ۲۱ سال ایتالیا انجام داد و از آغاز بازی در ترکیب قرار داشت، مسابقه ای که ایتالیا در آن به پیروزی رسید. در ادامه او در مسابقات قهرمانی زیر ۲۱ ساله های اروپا در سال ۲۰۲۱ ایتالیا را همراهی کرد. در آنجا با دریافت دو کارت زرد در دومین بازی مرحله گروهی مقابل اسپانیا از بازی اخراج شد. در نهایت در مرحلهٔ یک چهارم نهایی، ایتالیا در برابر پرتغال با نتیجه ی ۵–۳ شکست خورد و از مسابقات حذف شد.

## سبک بازی
روولا یک هافبک راست پا و چند پسته است که میتواند به عنوان هافبک وسط، هافبک دفاعی، بازیساز و یا رجیستا بازی کند. بزرگترین نقاط قوت او لمس توپ اول، توانایی رساندن پاس های بلند به مقصد و هوش تاکتیکی‌اش است. روولا همچنین به دلیل سبک بازی ظریف و جذاب خود مورد توجه است.